# Hai (Rudnea-Horodîșce), Jîtomîr
Hai (în ucraineană Гай) este un sat în comuna Rudnea-Horodîșce din raionul Jîtomîr, regiunea Jîtomîr, Ucraina.

## Demografie
Componența lingvistică a localității Hai
     Ucraineană (100%)
Conform recensământului din 2001, toată populația localității Hai era vorbitoare de ucraineană (100%).